# René Guiné
Pour les articles homonymes, voir Guiné.
René Guiné, surnommé Commodore Guiné, né le 7 janvier 1768 aux Sables-d'Olonne et décédé le 4 décembre 1821 à Nantes, est un marin, corsaire, négociant et négrier français.

## Biographie

### Le mousse
René Guiné naît le 7 janvier 1768 aux Sables-d'Olonne dans une famille de marins.
Il est d'abord pêcheur sur les bancs de Terre-Neuve, et participe à dix campagnes morutières.

### Le militaire
Puis, à 18 ans, il quitte la marine marchande pour s'engager dans la marine militaire. Quand survient la Révolution, les officiers de marine, pour la plupart issus de la noblesse, choisissent d'émigrer, voire de combattre la République, faisant la place à une jeunesse inexpérimentée.
En 1794, après 8 ans de service dans la marine militaire, Guiné est nommé Enseigne de vaisseau à 26 ans à bord de la goélette le Crocodille (sic), avec pour mission de croiser sur les côte du Brésil, de Cayenne et des Antilles. Cette année-là, la France perd de nombreuses colonies, capturées par les Anglais (Corse, comptoirs des Indes, Guadeloupe, Martinique, et une partie de Saint-Domingue). À embouchure de l'Amazone, Guiné s'empare de plusieurs navires portugais.
En 1796, il reçoit le commandement de la corvette La Gaîté, armée de vingt canons, avec pour ordre d'éviter tout engagement avec l'ennemi. Toutefois, il attaque la frégate anglaise l'HMS Arethusa, mais perd la confrontation. De retour en France, il est traduit devant un Conseil de guerre à Rochefort, pour désobéissance aux ordres reçus, et condamné à servir cinq ans en sous-ordre.
Avant l'expiration de la peine de cinq ans, Guiné reçoit à nouveau le commandement d'une corvette, la Bergère, pour accompagner une mission diplomatique à Constantinople.
En 1803, il est nommé au grade de lieutenant de vaisseau, et pendant dix ans, il gère depuis le port des Sables, une flottille composée de quinze péniches ayant à leur tête un lougre, Le Rapace, et il accompagne, à travers le blocus anglais, les convois de Bordeaux à La Rochelle, et de La Rochelle à Nantes. De 1804 à 1815, le corsaire Guiné s'empare alors de plusieurs bâtiments anglais, au point que l'amirauté anglaise recommande à ses vaisseaux : « Beware of Commodore Guiné in the bay of Biscay » (Défiez-vous du commodore Guiné dans le golfe de Gascogne). Entre-temps, en 1804, il est promu au grade de capitaine de frégate.
Le 24 mars 1812, la chambre de commerce de Nantes, en témoignage de gratitude, offre à Guiné une épée d'honneur, et la ville de La Rochelle un instrument de marine. À la Restauration de la monarchie en 1814, la paix étant revenue avec l'Angleterre, le commandant de la croisière anglais dans le golfe de Gascogne invite à sa table Guiné pour faire sa connaissance. Puis, le 18 août 1814, il est nommé officier de la Légion d'honneur par Louis XVIII, et chevalier de Saint-Louis 5 jours plus tard. Toutefois, après les Cent-Jours, il est rayé des cadres de la marine royale, avec attribution d'une pension de 750 francs.

### Le négociant
À 47 ans, Guiné arrête donc sa carrière militaire, et devient négociant et capitaine de navire de commerce. Parmi les expéditions qu'il monte, une sera consacrée au commerce d'esclaves africain, faisant de lui un armateur négrier.
Guiné meurt à Nantes le 4 décembre 1821, à l'âge de 53 ans. Son corps repose au cimetière Miséricorde.

## Distinctions sous la Restauration
- Officier de la Légion d'honneur
- Chevalier de l'ordre royal et militaire de Saint-Louis

## Hommages
Une rue de La Roche-sur-Yon et un quai des Sables-d'Olonne portent son nom.
De même, à Nantes, une rue et un espace vert portent le nom de Square Commodore Guiné.